# Margaret Kennedy
Pour les articles homonymes, voir Margaret Kennedy (homonymie) et Kennedy.
Œuvres principales
La Nymphe au cœur fidèle
Margaret Kennedy, née le 23 avril 1896 à Hyde Park Gate, Londres, et morte le 31 juillet 1967 à Adderbury, dans le comté d'Oxfordshire, est une femme de lettres, romancière et scénariste britannique.

## Biographie
Elle fait ses études au Cheltenham Ladies' College, puis au Somerville College (Oxford). En 1925, elle épouse « sir David Davies, devenant ainsi lady Davies » pour la haute société anglaise.
Elle fait paraître en 1922 un simple manuel d'histoire, mais c'est en 1924, lors de la publication de son roman le plus célèbre, La Nymphe au cœur fidèle (The Constant Nymph), qu'elle accède à la célébrité. En collaboration avec Basil Dean, le roman est adapté au théâtre en 1926, puis, en France, en 1934, par Jean Giraudoux sous le titre Tessa. Margaret Kennedy a écrit en 1930 une suite à son roman, L'Idiot de la famille. La pièce qu'elle tire en 1934, intitulée Tu ne m'échapperas jamais (Escape Me Never!), est un gros succès.
Dans les années 1930 et 1940, elle signe plusieurs scénarios, seule ou en collaboration, notamment pour plusieurs films réalisés par Paul Czinner et mettant en vedette l'actrice britannique Elisabeth Bergner.
Elle publie peu pendant la Seconde Guerre mondiale, hormis The Mechanized Muse, un essai sur le cinéma. À partir de 1950, elle reprend sa plume de romancière pour plusieurs titres qui obtiennent un succès moins considérable que ses œuvres des années 1930.
Elle reçoit en 1953 le James Tait Black Memorial Prize.

## Œuvres

### Romans
- The Ladies of Lyndon (1923) Publié en français sous le titre Femmes, traduit par Edith Vincent, Paris, F. Soriot, coll. « Les Maîtres étrangers », 1940
- The Constant Nymph (1924) Publié en français sous le titre La Nymphe au cœur fidèle, traduit par Louis Guilloux, Paris, Plon, coll. « Feux croisés », 1927 ; réédition, Paris, LGF, coll. « Le Livre de poche » no 5, 1952 ; réédition, Paris, Presses de la Cité, 1968 ; réédition, Lausanne, Édition Rencontre, 1969 ; réédition, Paris, Presses Pocket no 1708, 1978
- Red Sky at Morning (1927) Publié en français sous le titre Le Chagrin du berger, traduit par Annie Brierre, Paris, Plon, coll. « Feux croisés », 1952 ; réédition, Paris, LGF, coll. « Le Livre de poche » no 3656, 1973
- The Fool of the Family (1930), suite de The Constant Nymph Publié en français sous le titre L'Idiot de la famille, traduit par Louis et Renée Guilloux, Paris, Plon, coll. « Feux croisés », 1933 ; réédition, Lausanne, Éditions Rencontre, 1970
- Return I Dare Not (1931)  Publié en français sous le titre Sans esprit de retour, traduit par Paule de Beaumont, Paris, Gallimard, 1947
- A Long Time Ago (1932) Publié en français sous le titre Il y a longtemps, traduit par Henri Thies, Paris, Albin Michel, 1945
- Together and Apart (1936) Publié en français sous le titre Solitude en commun, traduit par Adrienne Terrier, Paris, Plon, coll. « Feux croisés », 1939 ; réédition, Paris, LGF, coll. « Le Livre de poche » no 135, 1955 ; réédition de cette traduction entièrement révisée sous le titre Divorce à l'anglaise, Paris, éditions de la Table Ronde, coll. « Quai Voltaire », 2023  (ISBN 979-10-371-1166-1)
- The Feast (1950) Publié en français sous le titre La Fête, traduit par Denise Van Moppès, Paris, Albin Michel, 1951 ; réédition de cette traduction entièrement révisée sous le titre Le Festin, Paris, éditions de la Table Ronde, coll. « Quai Voltaire », 2022  (ISBN 979-10-371-1025-1)
- Lucy Carmichael (1951) Publié en français sous le titre Lucy Carmichael, traduit par Denise Van Moppès, Paris, Albin Michel, 1954
- Troy Chimneys (1953) Publié en français sous le titre Pronto, traduit par Annie Brierre, Paris, Plon, coll. « Feux croisés », 1954
- The Oracles (1955) Publié en français sous le titre Les Oracles, traduit par Denise Van Moppès, Paris, Albin Michel, 1959
- The Heroes of Clone (1957)
- A Night in Cold Harbour (1960)
- The Forgotten Smile (1961) Publié en français sous le titre Le Sourire oublié, traduit par Marie-Christine et Robert Mengin, Paris, Plon, coll. « Feux croisés », 1967

### Nouvelles
- A Long Week-End (1927)
- Dewdrops (1928)
- The Game and the Candle (1928)
- The Midas Touch (1938) Publié en français sous le titre Un nouveau Midas, traduit par Mireille Hollard Gaiffe, Paris, Gallimard, 1945
- Women at Work (1966), deux longues nouvelles

### Théâtre
- The Constant Nymph - from the novel (1926), adaptation du roman éponyme pour la scène en collaboration avec Basil Dean Publié en français sous le titre Tessa, la nymphe au cœur fidèle, adaptation de Jean Giraudoux, Paris, Théâtre Louis-Jouvet, 1934
- Come with Me (1928), en collaboration avec Basil Dean
- Escape Me Never! A play in three acts (1934), adaptation pour la scène de The Fool of the Family. Publié en français sous le titre Tu ne m'échapperas jamais, adaptation de Pierre Sabatier, Paris, L'Illustration, 1936
- Autumn (1937), en collaboration avec Gregory Ratoff
- Happy with Either (1948)

### Autres publications
- A Century of Revolution 1789-1920 (1922), manuel d'histoire
- The Mechanized Muse, (1942), essai sur le cinéma
- Jane Austen (1950)
- The Outlaws on Parnassus. On the art of the novel (1958),
- Not in the Calendar. The Story of a Friendship (1964), mémoires Publié en français sous le titre Pas au calendrier, traduit par Marie-Christine et Robert Mengin, Paris, Plon, coll. « Feux croisés », 1966

## Filmographie

### Au cinéma
- 1928 : The Constant Nymph, film muet britannique réalisé par Adrian Brunel, avec Ivor Novello
- 1933 : Tessa, la nymphe au cœur fidèle, film britannique réalisé par Basil Dean, avec Brian Aherne
- 1934 : Little Friend, film britannique réalisé par Berthold Viertel, scénario de Christopher Isherwood et Margaret Kennedy, d'après le roman de Ernst Lothar, avec Matheson Lang
- 1934 : The Old Curiosity Shop, film britannique réalisé par Thomas Bentley, scénario de Ralph Neal et Margaret Kennedy, d'après le roman de Charles Dickens
- 1935 : Tu m'appartiens (Escape Me Never), film britannique réalisé par Paul Czinner, adaptation de la pièce éponyme, avec Elisabeth Bergner
- 1936 : Whom the Gods Love: The Original Story of Mozart and His Wife, film britannique réalisé par Basil Dean, scénario de Margaret Kennedy et Gordon Wellesley
- 1935 : Troublant Amour (Dreamings Lips), film britannique réalisé par Paul Czinner, scénario original de Margaret Kennedy et Cinthia Asquith, avec Elisabeth Bergner
- 1938 : Prison Without Bars, film britannique réalisé par Brian Desmond Hurst, dialogues de Margaret Kennedy d'après la pièce de Egon et Otto Eis, avec Corinne Luchaire
- 1939 : Stolen Life, film britannique réalisé par Paul Czinner, scénario de Margaret Kennedy d'après le roman de Karel J. Benes, avec Elisabeth Bergner
- 1940 : Return to Yesterday, film britannique réalisé par Robert Stevenson, scénario de Margaret Kennedy et Robert Stevenson d'après la pièce Goodness How Sad! de Robert Morley, avec Clive Brook, Anna Lee et May Whitty
- 1940 : The Midas Touch, film britannique réalisé par David MacDonald, d'après le roman éponyme de Margaret Kennedy, avec Barry K. Barnes
- 1943 : Tessa, la nymphe au cœur fidèle, film américain réalisé par Edmund Goulding, avec Joan Fontaine et Charles Boyer
- 1943 : Rhythm Serenade, film britannique réalisé par Gordon Wellesley, scénario de Marjorie Deans et scènes additionnelles par Margaret Kennedy, avec Vera Lynn
- 1943 : L'Homme en gris (The Man in Grey), film britannique réalisé par Leslie Arliss, scénario de Margaret Kennedy et Doreen Montgomery d'après le roman d'Eleonor Smith, avec Margaret Lockwood, James Mason et Stewart Granger
- 1944 : One Exciting Night, film britannique réalisé par Walter Forde, scènes additionnelles par Margaret Kennedy, avec Vera Lynn
- 1947 : Je cherche le criminel (One Exciting Night), film britannique réalisé par Ronald Neame, scénario de Winston Graham, Margaret Kennedy et Valerie Taylor, avec Hugh Williams
- 1947 : Escape Me Never, film américain réalisé par Peter Godfrey, d'après la pièce éponyme de Margaret Kennedy, avec Errol Flynn, Ida Lupino et Eleanor Parker
- 1949 : Cet âge dangereux (That Dangerous Age), film britannique réalisé par Gregory Ratoff, scénario de Margaret Kennedy et Gene Markey d'après la pièce Autumn d'Ilya Surguchev, avec Myrna Loy

### À la télévision
- 1938 : The Constant Nymph, téléfilm britannique
- 1950 : The Feast, épisode 36, saison 2 de la série télévisée américaine The Philco Television Playhouse, réalisé par Delbert Mann, avec Mildred Natwick
- 1955 : Tu ne m'échapperas pas, téléfilm français réalisé par Marcel Bluwal, avec Danièle Delorme et Michel Piccoli

## Sources
- Le Nouveau Dictionnaire des auteurs, de tous les temps et de tous les pays, volume 2, Paris, éditions Laffont-Bompiani, 1994, page 1681.